# Acanthoibidion chevrolatii
Acanthoibidion chevrolatii is een keversoort uit de familie boktorren (Cerambycidae). De wetenschappelijke naam van de soort is voor het eerst geldig gepubliceerd in 1855 door White.